# At the Rainbow
At the Rainbow is een live-album van de Nederlandse progressieve-rockband Focus uit 1973. In 1988 is een cd-versie uitgebracht.
Het concert vond plaats op zaterdag 5 mei 1973 in het beroemde Rainbow Theatre te Londen. De muzikale bezetting was dezelfde als op het album Focus 3. Tijdens het concert speelde Jan Akkerman ook luit, en speelde de band ook nog ander materiaal. Niet alle opnamen zijn echter op het album verschenen. Ook zijn tijdens het concert video-opnamen gemaakt.
Het album werd in oktober 1973 uitgebracht als noodoplossing, nadat pogingen om een nieuw studioalbum op te nemen waren mislukt. Diezelfde maand verliet Pierre van der Linden de band.

## Musici
- Thijs van Leer — toetsinstrumenten, fluit, zang
- Jan Akkerman — gitaar
- Bert Ruiter — basgitaar
- Pierre van der Linden — drums

## Tracklist
| Nr. | Titel                                   | Duur  |
| --- | --------------------------------------- | ----- |
| 1.  | Focus III                               | 3:53  |
| 2.  | Answers? Questions! Questions? Answers! | 11:37 |
| 3.  | Focus II                                | 4:22  |
| 4.  | Eruption (excerpt)                      | 8:44  |
| 5.  | Hocus Pocus                             | 8:30  |
| 6.  | Sylvia                                  | 2:48  |
| 7.  | Hocus Pocus (Reprise)                   | 2:49  |